# 橡樹 (加利福尼亞州門多西諾縣)
橡樹（英語：The Oaks）是位於美國加利福尼亞州門多西諾縣的一個非建制地區。該地的面積和人口皆未知。

## 地理
橡樹的座標為38°54′17″N 123°13′34″W / 38.90472°N 123.22611°W，而該地的平均海拔高度為330米（即1083英尺）。